# Ferrari F154
El Ferrari F154 es una familia de motores de combustión interna modulares de gasolina e inyección directa, diseñados y producidos por el fabricante italiano Ferrari desde 2013. Es el reemplazo de la familia Ferrari/Maserati F136. Es la primera planta motriz sobrealimentada de la firma desde el F120A de 1987, utilizado en el Ferrari F40 de 2936 cm³ (2,9 L; 179,2 plg³) con 478 CV (471 HP; 352 kW).

## Descripción

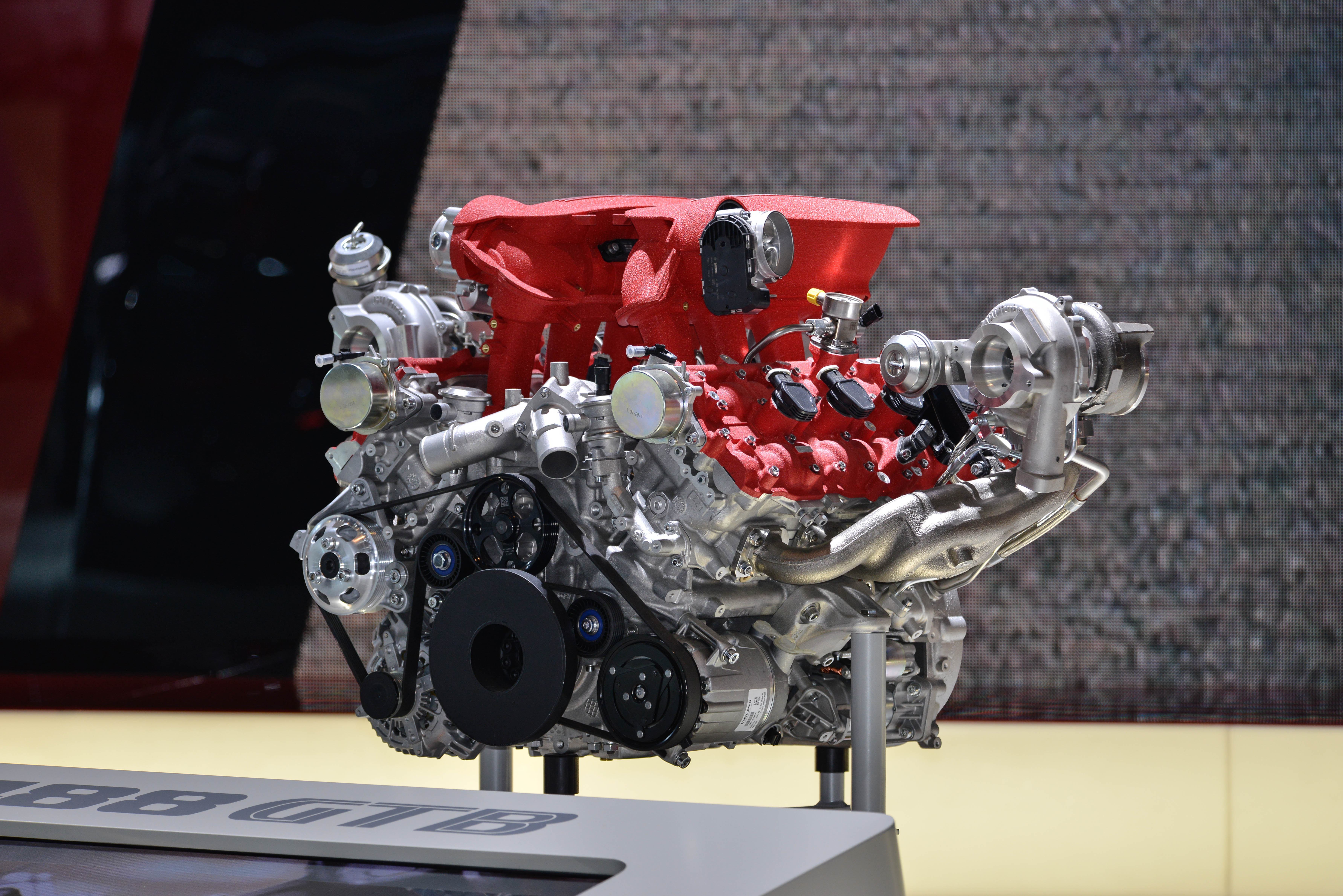
V8 de un Ferrari 488.

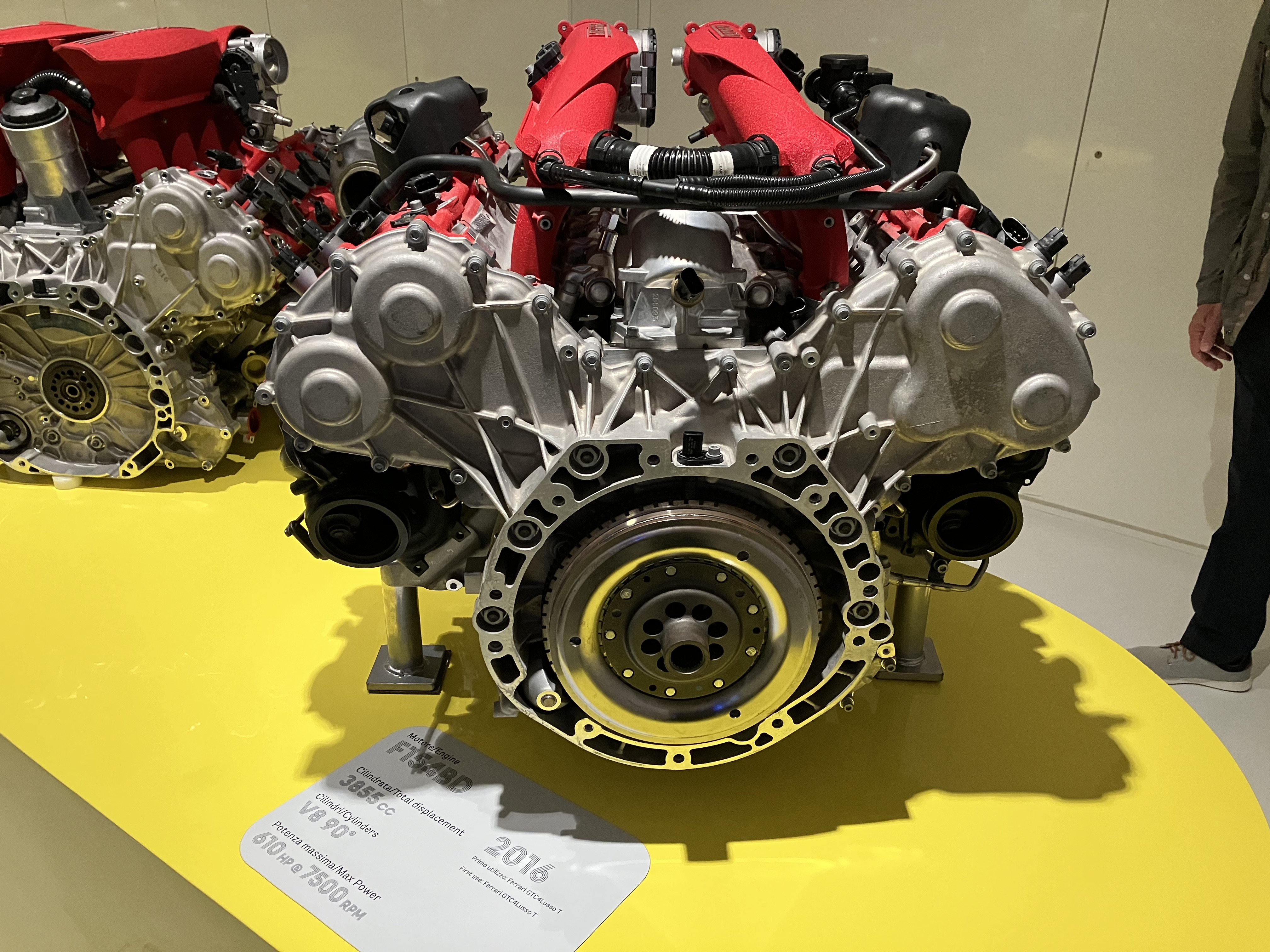
BD de un Ferrari GTC4Lusso T de 2016 en el Museo Casa Enzo Ferrari.

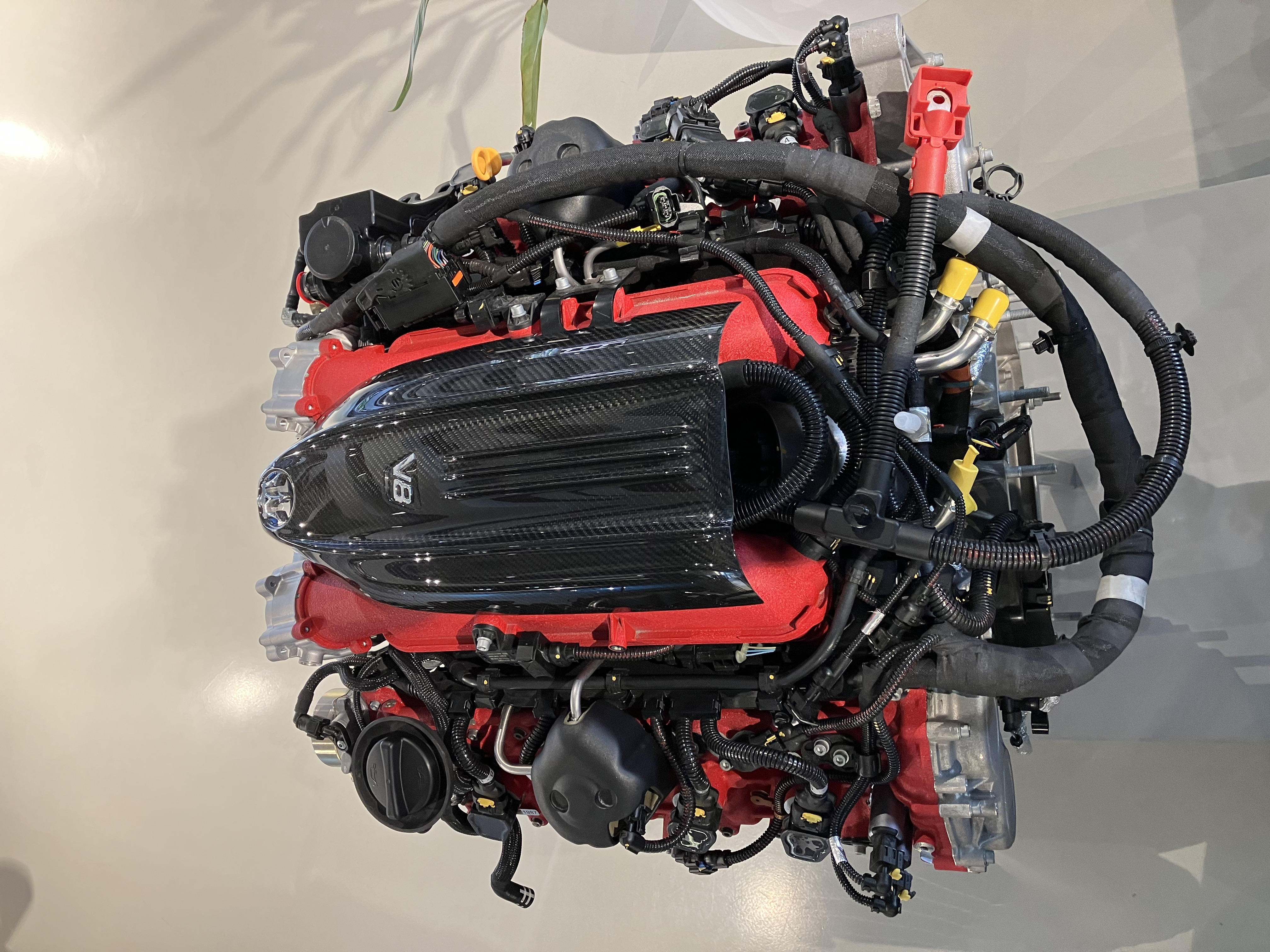
F154 en el Museo Maserati Módena.

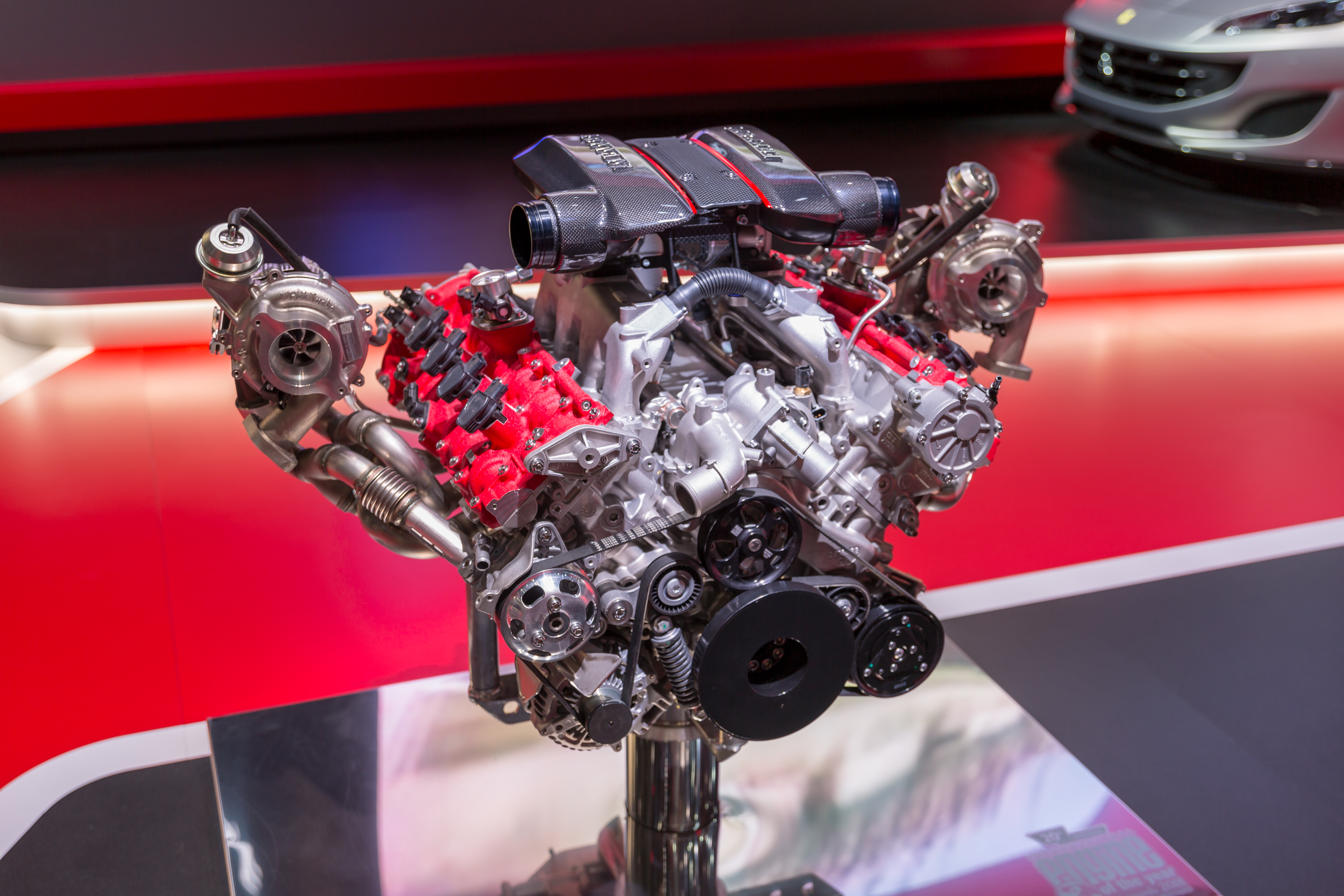
F154 CD de un Ferrari 488 Pista, en el Salón del Automóvil de París de 2018.

Tiene un ángulo de 90° entre bancadas de cilindros, con bloque y tapas de cilindros de aluminio. La sobrealimentación utiliza dos turbocompresores gemelos provistos por IHI, del tipo twin-scroll y dos intercoolers aire-aire. Posee cuatro válvulas por cilindro y doble árbol de levas a la cabeza por bancada. La cadena de distribución está ubicada en la parte posterior, del lado del volante motor. Todas las versiones incorporan inyección directa de combustible y distribución de válvulas variable, tanto en la admisión como en el escape.
La versión Ferrari tiene un cigüeñal plano y lubricación por cárter seco. Los múltiples de escape están fabricados con secciones de tuberías de acero, de manera de obtener idéntica longitud en todos los cilindros. Similar técnica se utiliza en las carcasas de los turbocompresores. 
La versión Maserati utiliza un cigüeñal "cross" y lubricación por cárter húmedo. Las carcasas de los turbocompresores están integradas al múltiple de escape. En el Maserati Quattroporte, posee una función de sobrepresión que eleva el par máximo de los 650 N·m (479 lb·pie) entre las 2000 rpm y 4000 rpm, hasta los 710 N·m (524 lb·pie) desde las 2250 rpm hasta las 3500 rpm.
La versión para Alfa Romeo es un motor V6 a 90°, también turboalimentado.

## Aplicaciones

### Ferrari
| Código de motor | Cilindrada       | Diámetro x carrera             | Años          | Aplicaciones                               | Potencia máxima | Par máximo                                                |
| --------------- | ---------------- | ------------------------------ | ------------- | ------------------------------------------ | --- | --------------------------------------------------------- |
| F154 BB         | 3855 cm³ (3,9 L) | 86,5 x 82 mm (3,41 x 3,23 plg) | 2014-2017     | Ferrari California T                       | 560 CV (552 HP; 412 kW) @ 7500 rpm                                                                                                | 755 N·m (557 lb·pie) @ 4750 rpm                           |
| F154 BD         | 3855 cm³ (3,9 L) | 86,5 x 82 mm (3,41 x 3,23 plg) | 2017–2020     | Ferrari GTC4Lusso T                        | 610 CV (602 HP; 449 kW) @ 7500 rpm                                                                                                | 760 N·m (561 lb·pie) @ 3000 rpm                           |
| F154 BE         | 3855 cm³ (3,9 L) | 86,5 x 82 mm (3,41 x 3,23 plg) | 2018-2020     | Ferrari Portofino                          | 600 CV (592 HP; 441 kW) @ 7500 rpm                                                                                                | 760 N·m (561 lb·pie) @ 3000 rpm                           |
| F154 BH         | 3855 cm³ (3,9 L) | 86,5 x 82 mm (3,41 x 3,23 plg) | 2020-presente | Ferrari Roma Ferrari Portofino M           | 620 CV (612 HP; 456 kW) entre 5750 rpm y 7500 rpm                                                                                 | 760 N·m (561 lb·pie) @ 3000 rpm entre 3000 rpm y 5750 rpm |
| F154 CB         | 3902 cm³ (3,9 L) | 86,5 x 83 mm (3,41 x 3,27 plg) | 2015–2019     | Ferrari 488 GTB Ferrari 488 Spider         | 670 CV (661 HP; 493 kW) @ 8000 rpm                                                                                                | 760 N·m (561 lb·pie) @ 3000 rpm                           |
| F154 CD         | 3902 cm³ (3,9 L) | 86,5 x 83 mm (3,41 x 3,27 plg) | 2018-2020     | Ferrari 488 Pista Ferrari 488 Pista Spider | 720 CV (710 HP; 530 kW) @ 8000 rpm                                                                                                | 770 N·m (568 lb·pie) @ 3000 rpm                           |
| F154 CG         | 3902 cm³ (3,9 L) | 86,5 x 83 mm (3,41 x 3,27 plg) | 2019-presente | Ferrari F8 Tributo Ferrari F8 Spider       | 720 CV (710 HP; 530 kW) @ 8000 rpm                                                                                                | 770 N·m (568 lb·pie) @ 3250 rpm                           |
| F154 FA         | 3990 cm³ (4 L)   | 88 x 82 mm (3,46 x 3,23 plg)   | 2020-presente | Ferrari SF90 Stradale                      | 780 CV (769 HP; 574 kW) @ 7500 rpm y 220 CV (217 HP; 162 kW) de los motores eléctricos; total combinado: 1000 CV (986 HP; 736 kW) | 800 N·m (590 lb·pie) @ 6000 rpm                           |

### Maserati
| Código de motor | Cilindrada       | Diámetro x carrera               | Años                    | Aplicaciones                                        | Potencia máxima                            | Par máximo                                                                                              |
| --------------- | ---------------- | -------------------------------- | ----------------------- | --------------------------------------------------- | ------------------------------------------ | --- |
| F154 AM         | 3797 cm³ (3,8 L) | 86,5 x 80,8 mm (3,41 x 3,18 plg) | 2013–2020               | Maserati Quattroporte GTS                           | 530 CV (523 HP; 390 kW) @ 6800 rpm         | 650 N·m (479 lb·pie) desde 2000 hasta 4000 rpm 710 N·m (524 lb·pie) con overboost entre 2250 y 3500 rpm |
|                 | 3797 cm³ (3,8 L) | 86,5 x 80,8 mm (3,41 x 3,18 plg) | 2020-presente           | Maserati Quattroporte Trofeo Maserati Ghibli Trofeo | 580 CV (572 HP; 427 kW) @ 6750 rpm         | 730 N·m (538 lb·pie) entre 2250 y 5250 rpm                                                              |
| 2018-presente   | 3797 cm³ (3,8 L) | 86,5 x 80,8 mm (3,41 x 3,18 plg) | Maserati Levante GTS    | 530 CV (523 HP; 390 kW) @ 6250 rpm                  | 730 N·m (538 lb·pie) entre 2250 y 5000 rpm | |
| 2018-presente   | 3797 cm³ (3,8 L) | 86,5 x 80,8 mm (3,41 x 3,18 plg) | Maserati Levante Trofeo | 580 CV (572 HP; 427 kW) @ 6750 rpm                  | 730 N·m (538 lb·pie) entre 2250 y 5250 rpm | |

### Alfa Romeo
| Código de motor | Cilindrada       | Diámetro x carrera             | Años          | Aplicaciones                                                   | Potencia máxima                    | Par máximo                         |
| --------------- | ---------------- | ------------------------------ | ------------- | -------------------------------------------------------------- | ---------------------------------- | ---------------------------------- |
| 690T            | 2891 cm³ (2,9 L) | 86,5 x 82 mm (3,41 x 3,23 plg) | 2016-presente | Alfa Romeo Giulia Quadrifoglio Alfa Romeo Stelvio Quadrifoglio | 510 CV (503 HP; 375 kW) @ 6500 rpm | 600 N·m (442,54 lb·pie) @ 2500 rpm |
|                 | 2891 cm³ (2,9 L) | 86,5 x 82 mm (3,41 x 3,23 plg) | 2021-presente | Alfa Romeo Giulia GTA/GTAm                                     | 540 CV (533 HP; 397 kW) @ 6500 rpm | 600 N·m (442,54 lb·pie) @ 2500 rpm |

## Reconocimientos
El F154 CB ha ganado un total de siete premios en la competición International Engine of the Year, incluyendo la distinción Motor Internacional del Año en 2016 y 2017. Esta planta motriz también ganó en ambos años en la categoría Best Performance Engine de 3.0 a 4.0 litros y en 2019, en la categoría de más de 650 CV (641 HP; 478 kW). Además, en 2016 fue galardonado con el premio Best New Engine.